# موکوندا
موکوندا (به انگلیسی: Mukunda) فیلمی هندی محصول سال ۲۰۱۴ و به کارگردانی سیریکانت آدلا است. در این فیلم بازیگرانی همچون وارون تج، پوجا هگده، پراکاش راج، نثار و ساتیادف ایفای نقش کرده‌اند.